# Xanthosia tenuior
Xanthosia tenuior är en flockblommig växtart som först beskrevs av Aleksandr Andrejevitj Bunge, och fick sitt nu gällande namn av George Bentham. Xanthosia tenuior ingår i släktet Xanthosia och familjen flockblommiga växter. Inga underarter finns listade i Catalogue of Life.